# Gscherter
Das Wort Gscherter (auch G’scherter, Gescherter, dialektal  Gscheada, zu geschoren) ist ein Schimpfwort, das hauptsächlich im süddeutschen Raum und vor allem in Österreich und  Altbayern verbreitet ist. Man will damit einen ungehobelten, derben, nur Dialekt sprechenden bäurischen (nicht in der Stadt Aufgewachsenen), groben, aber einfach oft auch unwissenden Menschen charakterisieren. Gebräuchlich ist es auch als Adjektiv oder als Verstärkung zu einer vorangegangenen Tierbezeichnung oder anderem Schimpfwort (gscherter Hammel; Saupreiß, gscherter).
Bei den Germanen war das Stutzen (Scheren) des Haupt- und Barthaares verpönt, da es als Zeichen der Unfreiheit galt (vergl. Tacitus, Germania A. 31). Im Gegensatz zu freien Germanen, die langes Haar tragen durften, wurden Unfreie, Leibeigene, Sklaven, Gefangene und Verbrecher kahlgeschoren, also „geschert“.
Auch nach den ständischen Kleiderordnungen des Mittelalters durften die unfreien Bauern ihr Haar nicht lang tragen, es heißt darum beispielsweise in Wolframs von Eschenbach Parzival: „Nennt mich also, wie Ihr wollt: Ritter oder Knappe, Page oder gescherter Bauer“.
Der Begriff bezieht sich heute vor allem auf die Ausdrucksweise einer Person, jemand, „der in breitem Dialekt spricht, vulgäre Ausdrücke benutzt und sich nicht zu benehmen weiß“. Eine zweite Anwendung – insbesondere adjektivisch: „das/er ist g’schert“ – ist ‚schamlos, respektlos, rücksichtslos‘ (dialektal: ausg’schamt).
In Österreich bezeichnen vor allem die Hauptstädter aus Wien ländliche Provinzbewohner als G’scherte, während diese wiederum ausschließlich die Wiener damit bedenken. In Norddeutschland ist der Begriff nicht gebräuchlich.